# Ptasznik z Tyrolu
Ptasznik z Tyrolu (niem. Der Vogelhändler) – operetka wiedeńska w trzech aktach Karla Zellera z librettem Moritza Westa i Ludwiga Helda na podstawie Ce que deviennent les roses Victora Varina i Edmonda de Biéville’a (1857). W 1891 roku Helen Tretbar przetłumaczyła oryginalne niemieckie libretto na angielski i zaadaptowała je do wykonania w Ameryce jako The Tyrolean. Operetka jest znana z arii Adama z drugiego aktu Lat dwadzieścia miał mój dziad.
Ptasznika z Tyrolu po raz pierwszy wystawiono 10 stycznia 1891 roku w Theater an der Wien w Wiedniu z wiedeńskim aktorem i piosenkarzem Alexandrem Girardim w roli tytułowej. Sztukę grano także w Theatre Royal przy Drury Lane w Londynie w 1895 roku oraz jako The Tyrolean w Casino Theatre w Nowym Jorku w 1891 roku, gdzie operę wystawiono łącznie sto razy.

## Osoby

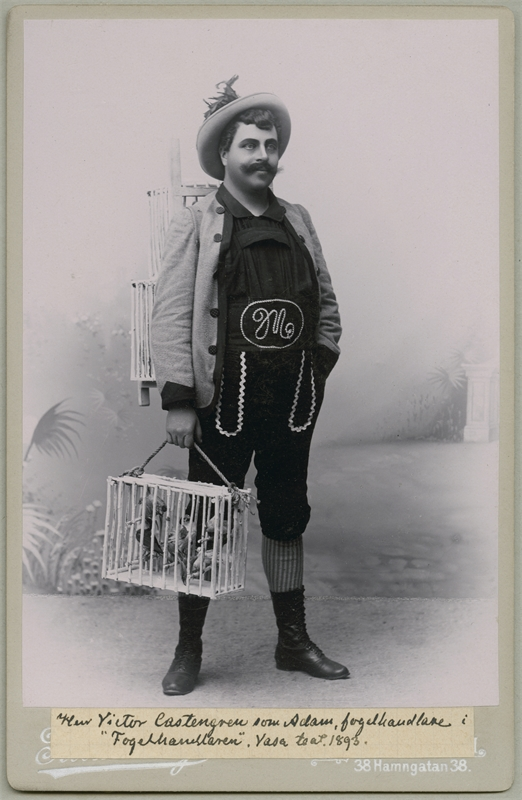
Victor Castegren w 1893 roku jako ptasznik

| Rola                                              | Głos            | Występujący podczas prapremiery, 10 stycznia 1891 |
| ------------------------------------------------- | --------------- | ------------------------------------------------- |
| Adam, ptasznik z Tyrolu                           | tenor / baryton | Aleksander Girardi                                |
| Christel, pracuje na poczcie                      | sopran          | Ilka Palmay                                       |
| Księżniczka Marie                                 | sopran          | Ottilie Collin                                    |
| Baronowa Adelaida                                 | sopran          |                                                   |
| Baron Weps, łowczy                                | tenor           | Sebastian Stelzer                                 |
| Hrabia Stanislaus, bratanek Wepsa, oficer gwardii | tenor           | Rudolf del Zopp                                   |
| Süffle, profesor                                  | tenor           |                                                   |
| Würmchen, profesor                                | baryton         | Hans Pokorny                                      |
| Schneck, burmistrz wsi                            | tenor           |                                                   |

## Streszczenie
Źródło: 

### Akt 1
Burmistrz wioski dowiaduje się o przyjeździe księcia elektora, który chce u nich polować na dziki. Zwierzęta te wyginęły w pobliskich lasach, a dodatkowo brakuje dobrze wyglądającej dziewicy, która wręczy elektorowi tradycyjny wieniec podczas festiwalu. Łowczy książęcy baron Weps sugeruje za drobną opłatą wpuścić do lasu ucharakteryzowane wieprze. Kiedy łowczy dowiaduje się, że elektor jednak nie przyjedzie na festiwal, chcąc zachować pieniądze które już dostał jako honorarium na opłacenie trzody, prosi swojego bratanka Stanislausa, by to on podszył się pod elektora.
Małżonka elektora księżniczka Marie razem z baronową Adelaidą przybywają do wsi nic nie wiedząc o odwołaniu wizyty. Obie są przebrane za wieśniaczki, ponieważ Marie jest przekonana, że jej mąż przyjechał tu tylko dla spotkania z dziewicą. Tymczasem po przybyciu księżniczka sama zaczyna flirtować z lokalnym ptasznikiem Adamem, narzeczonym Christel, podczas gdy ona stara się uzyskać od elektora stanowisko dyrektora menażerii dla swojego partnera. Stanislaus już w przebraniu elektora dostaje bukiet kwiatów od Christel, za co daje nominację dla Adama. Ptasznik dowiaduje się o ich spotkaniu i publicznie zrywa zaręczyny z Christel.

### Akt 2
W letniej rezydencji księcia przyjmowani są kandydaci na nowego dyrektora menażerii. Księżniczka dowiaduje się, że pomiędzy Christel, a przebranym księciem do niczego nie doszło i postanawia pogodzić zwaśnioną parę. Stanislaus będąc od dawna w długach postanawia zgodzić się na ślub z majętną baronową Adelaidą. Adam dowiaduje się, że zarówno elektor jak i wieśniaczka byli fałszywi. Mając w pamięci schadzkę narzeczonej sugeruje, by Stanislaus wyrzekł się baronowej i poślubił Christel.
Kiedy Christel mówi Adamowi, że nadal jest obiecana tylko jemu, Adam ponownie formalnie ją odrzuca, więc Christel postanawia przyjąć oświadczyny Stanislausa. Adelaida, wciąż niepewna, dlaczego był sprzeciw wobec jej małżeństwa, mdleje.

### Akt 3
Baronowa odmawia ślubu ze Stanislausem, a swoje pieniądze powierza baronowi Wepsowi. Adam podsłuchuje rozmowę, z której wynika, że Christel jest niewinna. Z nową wiedzą ptasznik bierze ślub z Christel.